# Пол Остер
Пол Остер (англ. Paul Benjamin Auster; 3 лютого 1947, Ньюарк, Нью-Джерсі — 30 квітня 2024, Нью-Йорк) — американський письменник, сценарист, поет та перекладач.

## Біографія
Пол Остер народився 3 лютого 1947 року в місті Ньюарк, штат Нью-Джерсі, США. 1970 року він закінчив Колумбійський університет, переїхав до Франції, де заробляв перекладом французької літератури. В 1974 році повернувся до США.
Був одружений із Лідією Девіс, у них народився син Деніел. Вони розлучилися 1977 року. В 1981 році він одружився із Сірі Хустведт. У них народилася дочка Софі (1987).
2006 року він отримав премію принцеси Астурійської, яка до 2014 року мала назву «Премія принца Астурійського» в номінації «Література».

## Творчість
Дебютна книга мемуарів «Створення самотності» (англ. The Invention of Solitude) вийшла 1982 року. В 1984 році вийшов роман «Вимушена гра» (англ. Squeeze Play). Три окремі романи «Місто зі скла» (англ. City of Glass) (1985), «Привиди» (англ. Ghosts) (1986) «Замкнена кімната» (англ. The Locked Room) (1986) стали трилогією «Нью-Йоркська трилогія».
Автор бестселерів «Тімбукту», «Храм Місяця», «Містер Вертіго», «Музика азарту» (екранізований).
Працював сценаристом фільмів «Дим» і «В знемозі», сценаристом і режисером фільмів «Де ти, Лулу?» (1998), «Приватне життя Мартіна Фроста» (2007) та ін.
Перекладав з французької мови твори Андре Бретона, Поля Елюара, Трістана Тцара, Антонена Арто, Філиппа Супо, Робера Десноса, Жоржа Сименона, Жозефа Жубера, Малларме, Сартра, Бланшо, Андре дю Буше, Жуана Міро, Луї Арагона..

## Громадська діяльність
У 2018 р. підписав звернення Американського ПЕН-центру на захист українського режисера Олега Сенцова, політв'язня у Росії.

## Твори

### Нью-йоркська трилогія
| РІК  |  | НАЗВА            |  | ОРИГІНАЛЬНА НАЗВА |
| ---- |  | ---------------- |  | ----------------- |
| 1985 |  | Скляне місто     |  | City of Glass     |
| 1986 |  | Привиди          |  | Ghosts            |
| 1986 |  | Замкнена кімната |  | The Locked Room   |

### Романи
| РІК  |  | НАЗВА                           |  | ОРИГІНАЛЬНА НАЗВА                                                       |
| ---- |  | ------------------------------- |  | ----------------------------------------------------------------------- |
| 1984 |  | Вимушена гра                    |  | Squeeze Play [під псевдонімом Paul Benjamin]                            |
| 1987 |  | " або "В країні останніх речей" |  | In the Country of Last Things                                           |
| 1989 |  | Храм Місяця                     |  | Moon Palace                                                             |
| 1990 |  | Музика азарту                   |  | The Music of Chance                                                     |
| 1990 |  | Різдвяні історії Оггі Рена      |  | Auggie Wren's Christmas Story Збірка різдвяних історій. немає перекладу |
| 1992 |  | Левіафан                        |  | Leviathan                                                               |
| 1994 |  | Містер Вертіго                  |  | Mr. Vertigo                                                             |
| 1999 |  | Тімбукту                        |  | Timbuktu                                                                |
| 2002 |  | Книга ілюзій                    |  | The Book of Illusions                                                   |
| 2004 |  | Ніч оракула                     |  | Oracle Night                                                            |
| 2005 |  | Бруклінське божевілля           |  | The Brooklyn Follies                                                    |
| 2007 |  | Подорожі в скрипторіумі         |  | Travels in the Scriptorium                                              |
| 2008 |  | В темряві                       |  | Man in the Dark                                                         |
| 2009 |  | Невидимий                       |  | Invisible                                                               |
| 2010 |  | Сансет Парк                     |  | Sunset Park                                                             |
| 2013 |  | День/Ніч                        |  | Day/Night                                                               |
| 2017 |  | 4 3 2 1                         |  | 4 3 2 1                                                                 |

### Сценарії
| РІК  |  | НАЗВА                         |  | ОРИГІНАЛЬНА НАЗВА              |
| ---- |  | ----------------------------- |  | ------------------------------ |
| 1993 |  | Музика азарту                 |  | The Music of Chance            |
| 1995 |  | Дим                           |  | Smoke                          |
| 1995 |  | Зі зневірою в особі           |  | Blue in the Face               |
| 1998 |  | Де ти, Лулу?                  |  | Lulu on the Bridge             |
| 2007 |  | Приватне життя Мартіна Фроста |  | The Inner Life of Martin Frost |

### Автобіографічна проза
| РІК  |  | НАЗВА                         |  | ОРИГІНАЛЬНА НАЗВА                               |
| ---- |  | ----------------------------- |  | ----------------------------------------------- |
| 1982 |  | Створення самотності          |  | The Invention of Solitude                       |
| 1992 |  | Мистецтво голоду              |  | The Art of Hunger: Essays, Prefaces, Interviews |
| 1997 |  | Упроголодь                    |  | Hand of Mouth                                   |
| 2012 |  | Вінтер Джорнал                |  | Winter Journal                                  |
| 2013 |  | Тут і зараз: листи, 2008-2011 |  | Here and Now: Letters                           |
| 2013 |  | Звіт зсередини                |  | Report from the Interior                        |

### Есеї
| РІК  |  | НАЗВА                     |  | ОРИГІНАЛЬНА НАЗВА               |
| ---- |  | ------------------------- |  | ------------------------------- |
| 1975 |  | Смерть Сера Волтера Рейлі |  | The Death of Sir Walter Raleigh |

### Поетичні збірки
| РІК  |  | НАЗВА                         |  | ОРИГІНАЛЬНА НАЗВА                                |
| ---- |  | ----------------------------- |  | ------------------------------------------------ |
| 1974 |  | Розкопки                      |  | Unearth.                                         |
| 1976 |  | Записи на стіні               |  | Wall Writing                                     |
| 1977 |  | Уривки холоду                 |  | Fragments of Cold                                |
| 1980 |  | На зустріч музиці             |  | Facing the Music                                 |
| 1988 |  | Зникнення: вибрані вірші      |  | Disappearances: Selected Poems                   |
| 1991 |  | Основа: вибрані вірші та есеї |  | Ground Work: Selected Poems and Essays 1970-1979 |
| 2007 |  | Збірка поезії                 |  | Collected Poems.                                 |

## Переклади українською
- Пол Остер. Нью-йоркська трилогія / пер. з анг. Ярослави Стріхи. — Львів : «Видавництво Старого Лева», 2020. — 360 с. — ISBN 978-617-679-583-4.
- Пол Остер. 4 3 2 1 / пер. з анг. Володимир Горбатько, Олексій Олійник. — Х. : «Фоліо»», 2020. — 1008 с. — ISBN 978-966-03-9182-6.